# Ménétrol
Ménétrol est une commune française, située dans le département du Puy-de-Dôme en région Auvergne-Rhône-Alpes.
Elle fait partie de l'unité urbaine de Riom et d'une manière plus large de l'aire d'attraction de Clermont-Ferrand.
Ses habitants, au nombre de 1 641 au recensement de 2022, peuvent être appelés de différentes façons comme les Mitrodaires.

## Géographie

### Localisation
Ménétrol est située au nord de Clermont-Ferrand, sur la plaine de la Limagne, à 2,3 kilomètres au sud-sud-est de sa sous-préfecture, Riom, et à 10,7 km du chef-lieu du département, Clermont-Ferrand. Paris est à 337 km au nord à vol d'oiseau.
Quatre communes sont limitrophes : Châteaugay, Gerzat, Riom et Saint-Beauzire. Celles-ci sont représentées géographiquement de la manière suivante :
|            | Riom     |                |
|            | Ménétrol | Saint-Beauzire |
| Châteaugay | Gerzat   |                |

### Géologie et relief

#### Géologie et pédologie
La commune est située sur la plaine de Limagne, « vaste fossé d'effondrement ». Une grande partie du territoire communal repose sur des formations dérivées de roches sédimentaires tertiaires.
Le plateau de Châteaugay, à l'ouest, a été recouvert de « sables rouges feldspathiques » durant l'ère tertiaire par « une coulée boueuse ».
Enfin, la commune possède des terres de « très haute productivité », considérées comme « les meilleures de la région Auvergne ».

#### Relief
La commune s'étend sur 894 hectares ; son altitude varie entre 312 et 521 mètres selon les données de l'IGN.
La commune « est marquée par un relief très contrasté » entre le plateau de Lachaud à l'ouest et la plaine de la Limagne à l'est Le territoire communal est principalement plat (altitude variant entre 320 et 330 mètres), sauf à l'ouest, au coteau de Bourrassol (520 mètres d'altitude), sur les pentes du plateau de Lachaud entre Riom et Châteaugay. La colline a une superficie sensiblement égale à celle de Ménétrol.
La plaine de la Limagne, à l'est, « est entièrement consacrée à la culture céréalière » ; son paysage traduisant « de grandes étendues ouvertes ». Toutefois, la pression urbaine « [met] en péril les terres très fertiles » ; elle a cependant conduit à la création de nouveaux quartiers.
À l'ouest, le coteau, situé à l'est du plateau de Lachaud, « domine » la commune. Occupé par des bois et des taillis, avec des pentes « recouvertes de vignes » au début du XIXe siècle, les boisements, en particulier la chênaie, reconquièrent le plateau au milieu du XXe siècle jusqu'à couvrir le haut des pentes au début du XXIe siècle.

### Hydrographie
La commune est traversée par quatre ruisseaux :
- celui du Gensat, affluent du Bédat long de 17,6 km[6], coulant à l'est de la commune ;
- celui du Maréchat, au nord-est ;
- celui de Mirabel, au nord ;
- ainsi que la rase du Rif, au sud.

### Climat
Pour des articles plus généraux, voir Climat d'Auvergne-Rhône-Alpes et Climat du Puy-de-Dôme.
En 2010, le climat de la commune est de type climat océanique dégradé des plaines du Centre et du Nord, selon une étude du Centre national de la recherche scientifique s'appuyant sur une série de données couvrant la période 1971-2000. En 2020, Météo-France publie une typologie des climats de la France métropolitaine dans laquelle la commune est exposée à un climat de montagne ou de marges de montagne et est dans la région climatique Nord-est du Massif Central, caractérisée par une pluviométrie annuelle de 800 à 1 200 mm, bien répartie dans l’année.
Pour la période 1971-2000, la température annuelle moyenne est de 11,1 °C, avec une amplitude thermique annuelle de 16,4 °C. Le cumul annuel moyen de précipitations est de 617 mm, avec 8,4 jours de précipitations en janvier et 6,7 jours en juillet. Pour la période 1991-2020, la température moyenne annuelle observée sur la station météorologique de Météo-France la plus proche, « Sayat_sapc », sur la commune de Sayat à 7 km à vol d'oiseau, est de 11,2 °C et le cumul annuel moyen de précipitations est de 776,1 mm,. Pour l'avenir, les paramètres climatiques de la commune estimés pour 2050 selon différents scénarios d'émission de gaz à effet de serre sont consultables sur un site dédié publié par Météo-France en novembre 2022.

### Milieux naturels et biodiversité
Malgré les contraintes du développement urbain (forte densité et voie express), le territoire communal est couvert par un site Natura 2000, une ZNIEFF et un espace naturel sensible.
À l'ouest de la commune, le coteau de Bourrassol est intégré dans la ZNIEFF de type 1 « versants du plateau de Châteaugay », s'étendant sur 524 hectares et cinq communes situées au sud de Riom. Inscrite à l'inventaire du patrimoine naturel en 1989, elle n'a été validée qu'en 1997 et une partie est appelée à intégrer la zone Natura 2000 « vallées et coteaux thermophiles au Nord de Clermont-Ferrand » ; on recense vingt-quatre espèces d'orchidées. Ce site est toutefois menacé par « une fermeture progressive des pelouses » et la « surfréquentation des véhicules tout-terrain ».
La colline de Mirabel, s'étendant aux communes de Marsat et Malauzat sur le territoire intercommunal de Riom-Communauté, est labellisé « espace naturel sensible » en 2006 par le conseil général du Puy-de-Dôme.
Un pré salé continental existe sur le site même du centre d'essais Michelin ; d'une superficie d'un hectare, il comprend des espèces végétales protégées dans la région (Plantain maritime, Jonc de Gérard).

## Urbanisme

### Typologie
Au 1er janvier 2024, Ménétrol est catégorisée ceinture urbaine, selon la nouvelle grille communale de densité à sept niveaux définie par l'Insee en 2022.
Elle appartient à l'unité urbaine de Riom, une agglomération intra-départementale regroupant six  communes, dont elle est une commune de la banlieue,,. Par ailleurs la commune fait partie de l'aire d'attraction de Clermont-Ferrand, dont elle est une commune de la couronne,. Cette aire, qui regroupe 209 communes, est catégorisée dans les aires de 200 000 à moins de 700 000 habitants,.

### Occupation des sols
L'occupation des sols de la commune, telle qu'elle ressort de la base de données européenne d’occupation biophysique des sols Corine Land Cover (CLC), est marquée par l'importance des territoires agricoles (58,9 % en 2018), en diminution par rapport à 1990 (64,5 %). La répartition détaillée en 2018 est la suivante : terres arables (52,8 %), zones industrielles ou commerciales et réseaux de communication (23,5 %), zones urbanisées (9,7 %), zones agricoles hétérogènes (6,1 %), milieux à végétation arbustive et/ou herbacée (5,9 %), forêts (1,9 %).
L'évolution de l’occupation des sols de la commune et de ses infrastructures peut être observée sur les différentes représentations cartographiques du territoire : la carte de Cassini (XVIIIe siècle), la carte d'état-major (1820-1866) et les cartes ou photos aériennes de l'IGN pour la période actuelle (1950 à aujourd'hui).

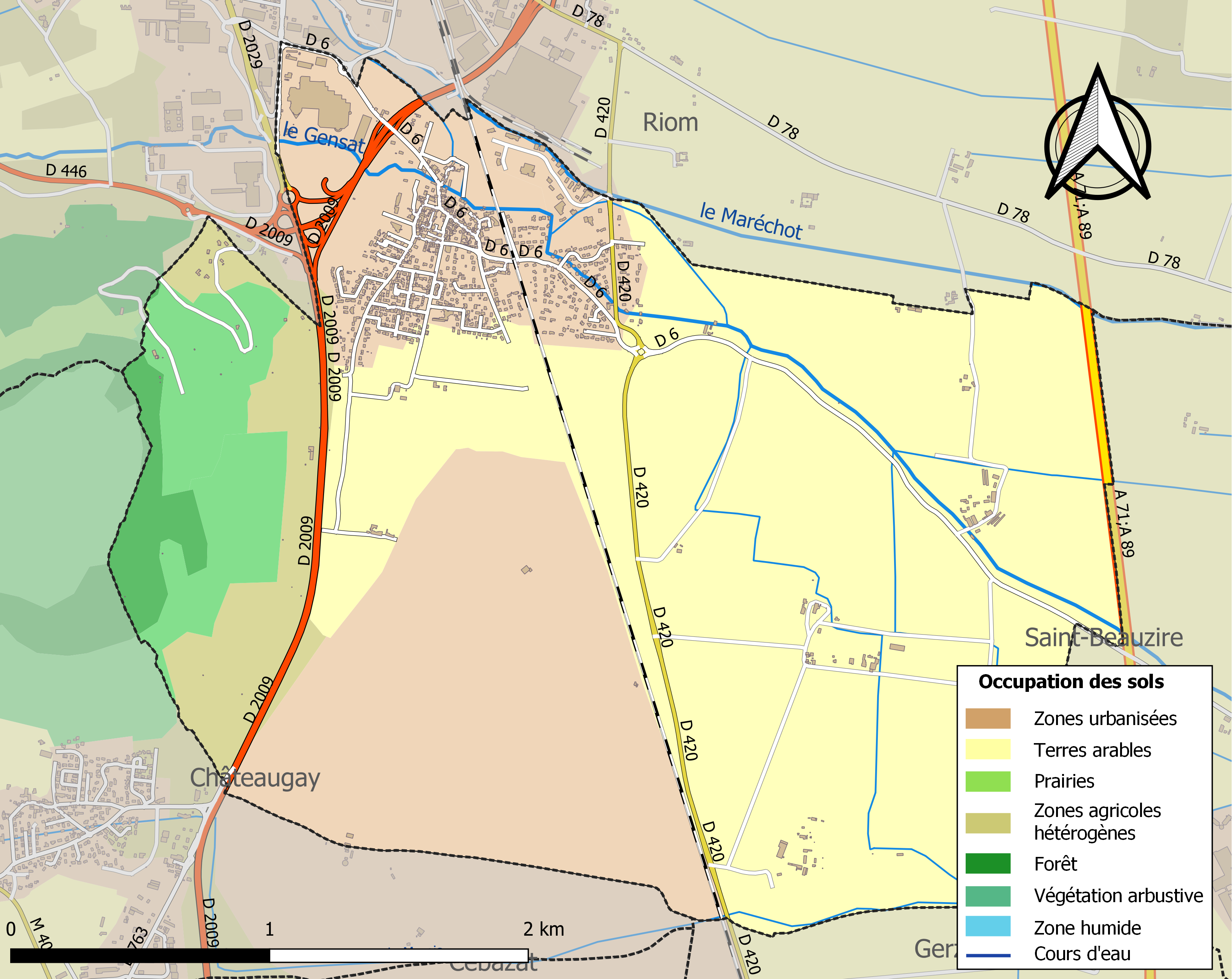
Carte des infrastructures et de l'occupation des sols de la commune en 2018 (CLC).

### Morphologie urbaine
La population est plutôt concentrée au nord-ouest, au plus près de Riom. En dehors, on trouve quelques hameaux à vocation agricole (Lachamp, Palbot, Bayle, La Maison Blanche, Bourassol).
Tout ou partie de la commune fait partie du cœur métropolitain du Grand Clermont. Le développement urbain progressif autour de la conurbation Riom – Mozac – Ménétrol a permis de former une seule zone urbaine.
À l'origine « un village agricole, de plaine », avec des « maisons et fermes traditionnelles [organisées] autour de l'église », la commune offre une vocation résidentielle depuis les années 1970 depuis la construction de maisons individuelles sur des terres auparavant agricoles. Néanmoins cette urbanisation est limitée par les pistes d'essai Michelin au sud, les coteaux de Bourrassol à l'ouest ainsi que les principales infrastructures, dont la rocade Est de Riom (RD 447, devenue RD 2009), soumise à l'amendement Dupont et à la loi bruit, où toute construction ne peut pas être envisagée.
60 % de la population de la commune habite à l'ouest de la ligne de Saint-Germain-des-Fossés à Nîmes-Courbessac et 40 % à l'est ; le lien entre ces deux parties est assuré par la route départementale 6 qui coupe la voie ferrée par un passage à niveau qui prévoit d'être supprimé.

### Logement
Le plan local d'habitat de la communauté de communes de Riom prévoyait, pour la période 2008-2014, de « structurer le développement résidentiel du territoire » en assumant « la vocation métropolitaine du bassin riomois » avec un objectifs fixé à deux cents résidences principales par an. Sur la commune de Ménétrol, le développement résidentiel constitue une priorité « compte tenu de son équipement en services, commerces et transports collectifs ». Aussi, de nouveaux ménages pourraient être accueillis sur le territoire communal.
Concernant l'accès au logement, nombre d'entre eux sont déjà programmés par Domocentre (neuf en habitat intermédiaire) et l'Ophis (collectif en réhabilitation).
Malgré une baisse démographique dans les années 1990, le nombre de logements augmente : 631 en 2008, 697 en 2013,. Ce parc de logements est majoritairement constitué de résidences principales (93,9 % en 2013), dont la majorité ont été construites entre 1971 et 1990 (349, soit 53,8 % en 2011). Près de la moitié de ces résidences comptent cinq pièces ou plus.
La proportion des résidences principales, propriétés de leurs occupants était de 80,6 %, en baisse sensible par rapport à 2008 (81,7 %). La part de logements HLM loués vides était de 5,5 % (contre 5,8 %).
Les résidences secondaires ne constituent que 1,4 % (dix logements) et les logements vacants 4,6 % (trente-deux logements).
Ces logements étaient pour 94,1 % d'entre eux des maisons individuelles et pour 4,6 % des appartements.

### Projets d'aménagement
Une zone d'activités de niveau régional pourrait être aménagée au nord de la commune et à l'est de Riom, et pourrait être desservie par le chemin de fer (fret). Elle accueillera des entreprises de logistique et d'industrie, afin de créer des emplois. Le secteur est actuellement couvert, au sud, par « des terres agronomiquement très riches ».
Une nouvelle zone de développement stratégique pourrait être développée dans le secteur de Riom-Ménétrol entre l'autoroute, la route de Saint-Beauzire, le centre-ville et la rocade est de Riom, afin de faire face à la pénurie foncière du Grand Clermont et de Riom-Communauté.
Enfin, la commune pourrait créer une zone d'habitat de type écoquartier au sud du secteur pavillonnaire. La zone pourrait accueillir 130 logements.

### Voies de communication et transports

#### Voies routières

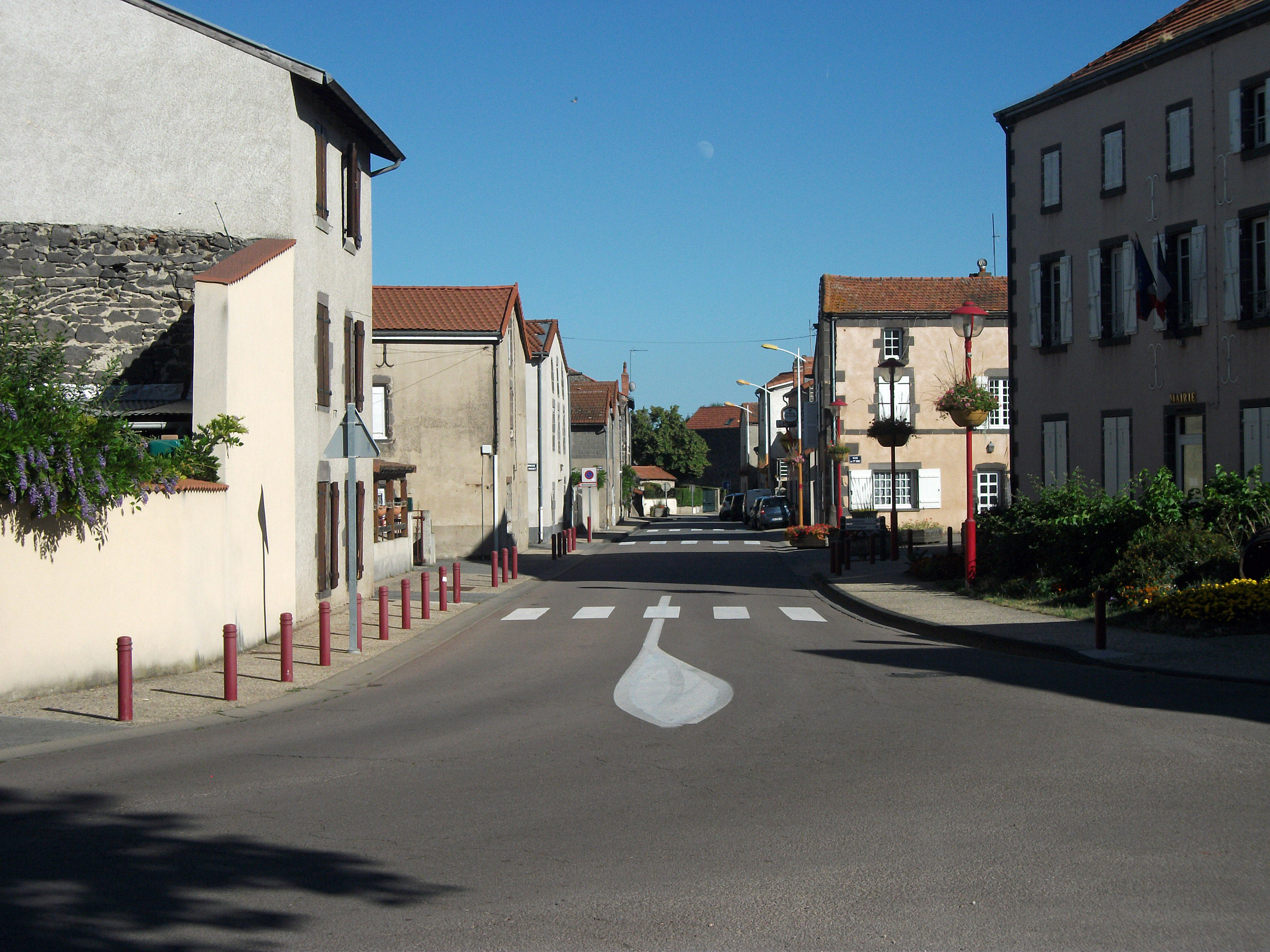
Grande Rue.

La commune bénéficie d'une bonne accessibilité routière, notamment avec l'autoroute à deux numéros A71-A89, située quasiment en plaine et passant sur la frontière communale avec Saint-Beauzire, dont l'accès s'effectue par la rocade est appelée RD 2009 (anciennement RD 447).
À l'ouest, la voie express (route départementale 2009, ancienne route nationale 9) crée une coupure entre les coteaux de Bourrassol et le reste du territoire. Cette route enregistrait un trafic de près de 28 000 véhicules par jour en 2009.
La route départementale 6 traverse le centre-ville et coupe la ligne de chemin de fer par un passage à niveau. Cette route se dirige vers Saint-Beauzire au sud-est et Riom au nord-ouest. La départementale 420 relie l'est de la zone urbanisée au nord à Gerzat en longeant la ligne de chemin de fer et le centre d'essais Michelin.
Les rues du cœur du bourg sont étroites et sinueuses, rendant difficile la circulation, y compris sur la Grande Rue, artère principale.

#### Transports en commun
Depuis le 3 septembre 2018, la commune est desservie par la ligne 1 du réseau RLV Mobilités reliant Volvic ou Enval à Ménétrol via Mozac et la gare SNCF de Riom,. RLV Mobilités a remplacé l'ancien réseau R'cobus, où en 2016, les lignes 2 (Ménétrol – Piscine de Riom) et 4 (Chanterelle – Parc européen d'entreprises de Riom via le lycée Pierre-Joël-Bonté) desservaient la commune, ; il existait également un transport à la demande permettant de rejoindre différents services à Riom (bureau de poste, gare ferroviaire, centre communal d'action sociale ou cimetière).
La ligne P73 du réseau Cars Région Puy-de-Dôme dessert la commune. Cette ligne relie la gare routière et la gare SNCF de Clermont-Ferrand à Châtel-Guyon via Riom.

#### Transports ferroviaires

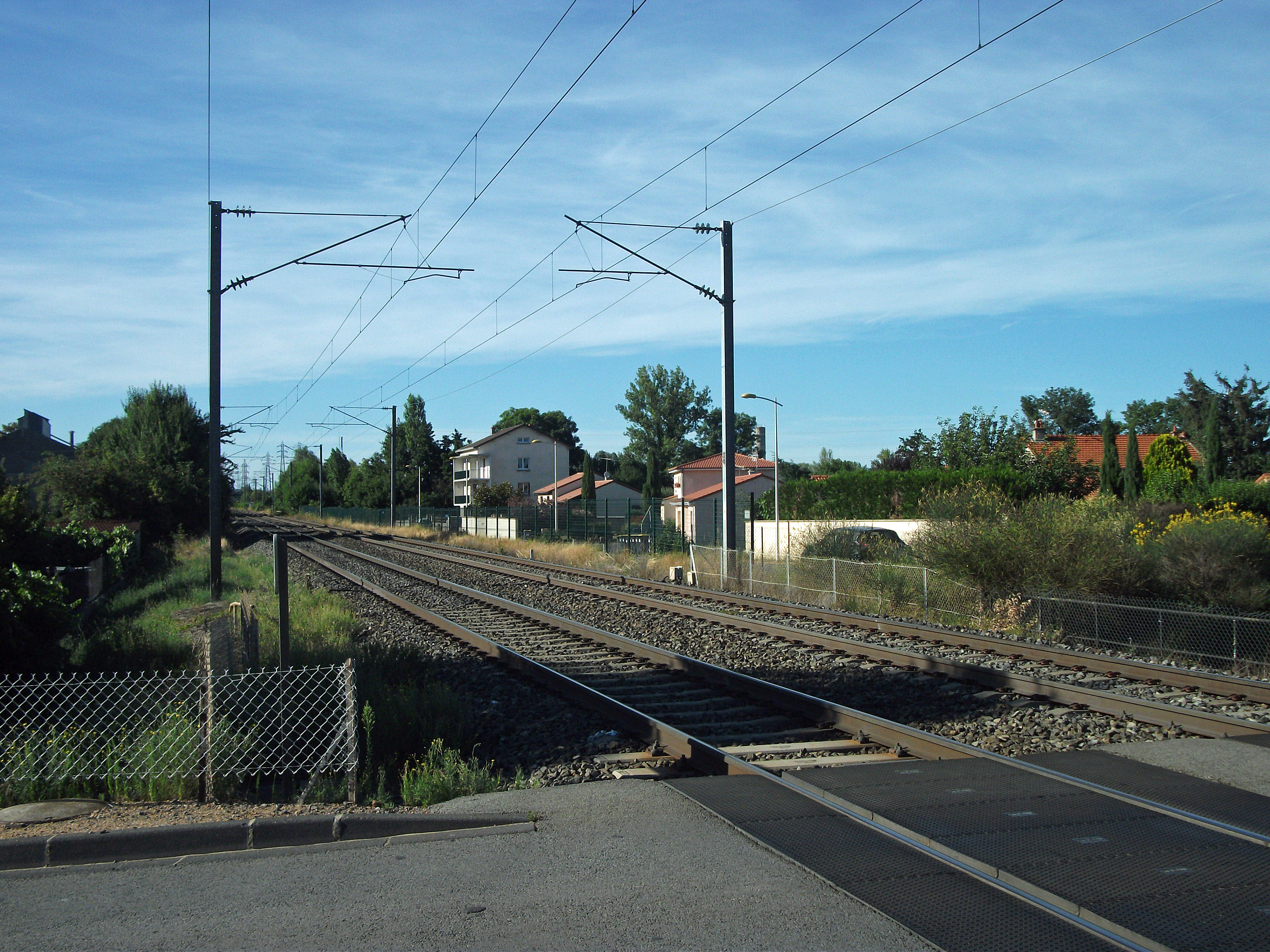
La ligne depuis le passage à niveau en direction de Riom.

La ligne de Saint-Germain-des-Fossés à Nîmes-Courbessac traverse la commune et coupe la départementale 6 par le passage à niveau no 22, l'unique de la section électrifiée entre les gares de Riom - Châtel-Guyon et de Clermont-Ferrand. La première gare, desservie par les trains express régionaux d'Auvergne-Rhône-Alpes, est la plus proche, à cinq kilomètres par la route ; y circulent les trains des relations entre les deux gares précitées et prolongées à Moulins via Vichy, Montluçon via Gannat, Vic-le-Comte ou au-delà, ainsi que les Intercités à destination de Paris.
Dans le cadre de l'amélioration de l'offre de transports collectifs dans le Grand Clermont, il est envisagé de créer une halte.
La troisième tranche de travaux de l'axe ferroviaire Paris – Clermont-Ferrand, inscrite dans le cadre du contrat de plan État-région Auvergne 2015-2020 dans le cadre du projet de ligne à grande vitesse entre les capitales nationale et auvergnate, prévoit, sur la section Riom – Clermont-Ferrand, un relèvement de vitesse de 160 à 190, voire 200 km/h, s'accompagnant de la suppression du passage à niveau de la commune. Ce passage à niveau est emprunté par plus de 5 000 véhicules par jour selon le maire, ou 3 500 véhicules par jour selon une étude pour SNCF Réseau. Plusieurs solutions sont proposées pour contourner la commune, tel qu'un passage au sud vers la RD 420 ou au nord, vers la zone d'activités des Charmes, la création d'un passage inférieur ou supérieur à l'emplacement même du passage à niveau étant impossible car le site est en zone inondable. Une concertation a été lancée par SNCF Réseau en mars 2021 avec les habitants pour proposer des solutions alternatives d'accès à la commune.

#### Aménagements cyclables
Quelques aménagements ont été réalisés sur la commune, sur la RD 420 entre la RD 78 et Gerzat.

### Risques naturels et technologiques
La commune est soumise à plusieurs risques. Le site prim.net recense : feu de forêt, inondation, mouvement de terrain, phénomène lié à l'atmosphère, séisme et transport de matières dangereuses.

#### Risques naturels
Concernant le risque d'inondation, la commune a fait l'objet de cinq déclarations de catastrophe naturelle à la suite d'événements survenus en mai 1988, juin 1990, mai 1992, novembre 1994 et fin 1999. Ce risque concerne surtout les habitations du nord-ouest de la commune.
Un plan de prévention de ce risque (PPRi) concernant neuf communes de l'agglomération riomoise a été prescrit par arrêté préfectoral du 27 décembre 1999 et approuvé le 22 décembre 2008, avant d'être annulé par décision du tribunal administratif de Clermont-Ferrand le 28 avril 2010 ; aussi, un autre PPRi a dû être appliqué par anticipation le 6 août 2010.
Le risque mouvement de terrain, avec aléa moyen à fort, affecte l'ensemble de la commune, laquelle a été l'objet d'arrêtés de catastrophe naturelle, notamment par retrait-gonflement des sols argileux sur la période du 1er mai 1989 au 31 décembre 1991 (arrêté du 31 juillet 1992, JO du 18 août) et sur l'année 2002 (arrêté du 25 août 2004, JO du 26).
Le risque feu de forêt est très faible sur la commune,.
La commune est soumise au risque sismique, de niveau 3 (modéré). Les précédents séismes ayant touché le secteur de Riom eurent lieu en 1450, 1477 et le 1er mars 1490, avec des intensités MSK allant de VII à VIII ; au XXe siècle, trois séismes ont touché la commune :
- le 4 juin 1905, avec une intensité de V sur l'échelle MSK[24] ;
- le 25 mars 1957, avec une intensité de IV dans la commune ; l'épicentre étant localisé à Randan[Diag 15] ;
- le 24 octobre 1981, avec une intensité de 3,5 ressentie ; l'épicentre étant localisé à Pessat-Villeneuve[Diag 15].

#### Risques technologiques
La commune est concernée par le risque transport de matières dangereuses, en raison du passage de convois de marchandises empruntant la voie ferrée et de canalisations de gaz naturel.
Une ancienne exploitation minière, en service de 1863 à 1873, expose la commune au risque minier, rendant impossible toute construction dans le secteur de la concession de Cœur située entre Ménétrol et Gerzat. Trois aléas sont inventoriés pour cette mine de bitume : un effondrement localisé (aléa fort), un tassement (aléa faible) et la présence de gaz de mines (aléa faible).

## Toponymie
Le village a changé de graphie au cours du temps : Ménestrol ou Ménétrol.
Ménétrol vient du latin Monestrolium ou Ministroli, signifiant « petit monastère » ; au Moyen Âge, un prieuré dépendait de l'abbaye de Mozac. En dérive donc le nom français Ménétrol ainsi que celui auvergnat Menestrol.

## Histoire

### Antiquité
Le territoire du village était occupé par de grandes propriétés agricoles de plusieurs dizaines d'hectares. Ces propriétés diminuent en taille lors de la transition entre l'Antiquité et le Moyen Âge.

### Moyen Âge
Les propriétés agricoles laissent place à un village regroupé autour d'une chapelle.
La première référence à Ménétrol remonte à 976, par la donation d'une petite chapelle par l'évêque de Clermont Étienne II, laquelle est donnée aux religieux de l'abbaye de Mozac.
Le territoire est séparé en deux parties, le fief de Ménétrol au nord, appartenant à l'abbaye, et celui de Bourrassol au sud, appartenant au seigneur, où un château a été érigé au XIIIe siècle et détruit à la fin du Moyen Âge.

### Temps modernes
Le bourg s'est développé en bordure du marais de la Limagne au XVIe siècle.

### Époque contemporaine
Il a existé une exploitation minière (concession de Cœur, à cheval entre Ménétrol et Gerzat), active entre 1863 (octroi) et 1873, dont la concession a été retirée en 1895 et annulée en 1939. 10 000 tonnes de grès imprégné de bitume ont été extraites jusqu'à trente mètres de profondeur.
Durant la Seconde Guerre mondiale, le château de Bourrassol servit de prison d'État au régime de Vichy pour y interner ceux que le maréchal Pétain jugeait responsables de la défaite de 1940. À la mi-novembre 1940, arrivaient Daladier, Maurice Gamelin et Léon Blum, venant du château de Chazeron. Les procès de Riom suivirent. Le 30 décembre 1941, Daladier, Gamelin et Blum y furent à nouveau transférés du fort du Portalet et y resteront jusqu'à fin 1942, et leur déportation vers l'Allemagne via Bordeaux. Le château de Bourrassol est loué par l'administration pénitentiaire.

## Politique et administration

### Tendances politiques et résultats
Les résultats des élections depuis 2000 ont donné (au second tour) :
Les élections présidentielles dans la commune ont connu une participation très forte (86,20 % en 2002, 89,17 % en 2007 et 84,88 % en 2012). En 2002, le sortant Jacques Chirac obtient 83,33 % des voix (805 voix sur 966 exprimés, soit un ratio de 5/6). En 2007, Ségolène Royal a obtenu le plus de suffrages (54,14 %) malgré la victoire de Nicolas Sarkozy. En 2012, François Hollande recueille la majorité des voix dans la commune (61,54 %).
Aux élections législatives de 2002, le député socialiste Jean Michel obtient 54,47 % des suffrages exprimés dans la commune et il est élu dans la 6e circonscription ; Claude Liebermann (UMP) est battu avec 45,53 %. 62,41 % des électeurs ont voté. En 2007, il est réélu dans la même circonscription. Dans la commune, il obtient 56,60 % des voix, contre 43,40 % pour Marie-Thérèse Sikora (UMP). 63,05 % des électeurs ont voté.
La 6e circonscription disparaît à la suite du redécoupage des circonscriptions législatives de 2010 et Ménétrol se retrouve alors dans la 2e : en 2012, la députée socialiste Christine Pirès-Beaune, élue, recueille 64,83 % des voix dans la commune ; Lionel Muller (UMP) est battu avec 35,17 % des voix. 57,09 % des électeurs ont voté.
Aux élections européennes, moins d'un électeur sur deux a voté (43,46 % en 2004, 39,31 % en 2009 et 45,18 % en 2014). En 2004, Catherine Guy-Quint obtient 32,23 % des suffrages et Brice Hortefeux 18,83 % ; en 2009, Henri Weber 22,20 % et Jean-Pierre Audy 20,75 % ; en 2014, la liste FN obtient 29,79 %, suivie par deux listes ex aequo obtenant chacune 16,10 % des suffrages : UMP et UG.
Aux élections régionales de 2004 (en Auvergne), Pierre-Joël Bonté, élu, obtient 58,43 % des suffrages dans la commune ; Valéry Giscard d'Estaing, battu, obtient 41,57 %. Le taux de participation est de 68,27 %. En 2010, René Souchon obtient 68,25 % des voix. La participation communale s'élève à 53 %. En 2015 en Auvergne-Rhône-Alpes, Jean-Jack Queyranne obtient 39,73 % des voix, mais il est battu par Laurent Wauquiez (37,73 % des voix dans la commune et élu dans la région). 62,9 % des électeurs ont voté.
Aux élections départementales de 2015, le binôme socialiste François Cheville - Danièle Privat obtient 55,80 % des voix, cependant il n'est pas élu dans le canton de Châtel-Guyon au détriment du binôme Lionel Chauvin - Anne-Marie Maltrait (Union de la droite). Le taux de participation est de 52,31 %, légèrement supérieur à la moyenne cantonale (51,93 %).
Aux élections municipales de 2014, la maire sortante (Nadine De Carvalho) a été élue au premier tour, avec 55,66 % des voix, et acquiert quinze sièges au conseil municipal dont deux au conseil communautaire. Bernard Pannetier est battu et n'obtient que quatre sièges au conseil municipal. Le taux de participation est de 70,58 %.

### Administration municipale
En 2011, Ménétrol comptait 1 604 habitants. Ce nombre étant compris entre 1 500 et 2 499, le nombre de membres du conseil municipal est de 19.

### Liste des maires
| Période                                  | Période                    | Identité                     | Étiquette | Qualité                                               |
| ---------------------------------------- | -------------------------- | ---------------------------- | --------- | ----------------------------------------------------- |
| Les données manquantes sont à compléter. |                            |                              |           |                                                       |
| 1800                                     | 1814                       | François Levadoux            |           |                                                       |
| 1814                                     | 1816                       | Jean-Baptiste Berthon        |           |                                                       |
| 1816                                     | 1827                       | Michel Gerzat                |           |                                                       |
| 1827                                     | 1832                       | Montel gendre à Faucher      |           |                                                       |
| 1832                                     | 1837                       | Jean Bréchard                |           |                                                       |
| 1837                                     | 1840                       | Jean Drouillat               |           |                                                       |
| 1840                                     | 1850                       | Claude-Antoine Bardiaux      |           |                                                       |
| 1850                                     | 1858                       | Léonce Malbet                |           |                                                       |
| 1858                                     | 1895                       | Michel Tixier                |           |                                                       |
| 1895                                     | 1900                       | Bonnet Deloche               |           |                                                       |
| 1945                                     | 1953                       | Jean-Baptiste Bargeon        |           |                                                       |
| 1953                                     | 1971                       | Pierre André Laurent         |           |                                                       |
| 1971                                     | 1977                       | René Roche                   |           |                                                       |
| 1977                                     | 1983                       | Julien Citerne               |           |                                                       |
| 1983                                     | 1989                       | Christian Jaffeux            |           |                                                       |
| mars 1989                                | mars 2008                  | Jean-Pierre Agier            | DVG       | Vice-président de Riom-Communauté chargé des finances |
| mars 2008                                | mars 2014                  | Nadine De Carvalho           | PS        | Présidente du SIAD de Riom-Limagne                    |
| mars 2014                                | 2020                       | Nadine Boutonnet De Carvalho | PS        |                                                       |
| 2020                                     | En cours (au 24 août 2020) | Jérôme de Abreu              | DVG-PS    | Gérant de société de transport                        |

### Rattachements administratifs et électoraux
Sur le plan administratif, Ménétrol dépendait du district de Riom en 1793 puis de l'arrondissement de Riom depuis 1801, ainsi que du canton de Riom de 1793 à 1801 et du canton de Riom-Est jusqu'en mars 2015 ; à la suite du redécoupage des cantons de 2014, elle est rattachée au canton de Châtel-Guyon.

### Intercommunalité
Ménétrol a fait partie jusqu'en 2016 de la communauté de communes Riom-Communauté. Celle-ci a fusionné avec les communautés de communes de Volvic et d'Ennezat pour constituer la communauté de communes Riom Limagne et Volcans qui devient communauté d'agglomération en 2018.
Elle fait également partie de onze structures intercommunales sans fiscalité propre (dont le SIVOM de la région de Riom, le syndicat intercommunal d'aide à domicile de Riom-Limagne, ou encore le Syndicat du Bois de l'Aumône pour les déchets).

### Instances judiciaires
Sur le plan judiciaire, la commune dépend de la cour administrative d'appel de Lyon, de la cour d'appel de Riom, du tribunal de proximité de Riom et des tribunaux administratif, judiciaire et de commerce de Clermont-Ferrand.

### Politique de développement durable
La commune a élaboré un agenda 21, initié en octobre 2009 et voté par le conseil municipal en mars 2011, avec quatre axes stratégiques,.
La gestion des déchets est assurée par le Syndicat du Bois de l'Aumône. La déchèterie la plus proche est située à Riom, chemin de Maupertuis, accessible par la route départementale 211 ; celle-ci remplace l'ancienne déchèterie située route d'Ennezat.
La commune procède à l'extinction de l'éclairage public la nuit entre 23 h 30 et 4 h 30.
Le réseau d'assainissement collectif est relié à celui du syndicat intercommunal d'assainissement de la région de Riom (SIARR). Celui-ci comprend 1 560 mètres linéaires de réseau unitaire et 12 011 mètres linéaires de réseau séparatif, ainsi que cinq déversoirs d'orage. Géré par la SEMERAP, il est connecté à la station d'épuration de Riom.
Le SIARR gère aussi le service public d'assainissement non collectif de la commune. Vingt-neuf logements y adhéraient en 2008.

### Budget et finances locales
En 2012, le budget de la commue s'élevait à 1 697 664 € en fonctionnement et 1 334 896 € en investissement.

### Jumelages
Au 28 août 2016, il n'existe aucun projet de coopération avec Ménétrol.

## Équipements et services publics

### Enseignement
Ménétrol dépend de l'académie de Clermont-Ferrand.
Les élèves commencent leur scolarité à l'école maternelle Jean-Roy puis à l'école élémentaire.
Ils poursuivent leur scolarité à Riom, au collège Jean-Vilar, puis au lycée Virlogeux pour les filières générales et technologiques, dont STMG, ou au lycée Pierre-Joël-Bonté pour la filière STI2D.

### Santé
La commune comprend deux cabinets de médecine générale, un cabinet dentaire, un cabinet de soins infirmiers et un centre de kinésithérapie.

### Culture
La commune possède une bibliothèque, une salle polyvalente, un stade municipal, un centre de loisirs sans hébergement pour les enfants de quatre à douze ans.

## Population et société

### Démographie

#### Évolution démographique
L'évolution du nombre d'habitants est connue à travers les recensements de la population effectués dans la commune depuis 1793. Pour les communes de moins de 10 000 habitants, une enquête de recensement portant sur toute la population est réalisée tous les cinq ans, les populations de référence des années intermédiaires étant quant à elles estimées par interpolation ou extrapolation. Pour la commune, le premier recensement exhaustif entrant dans le cadre du nouveau dispositif a été réalisé en 2007.

En 2022, la commune comptait 1 641 habitants, en évolution de +0,61 % par rapport à 2016 (Puy-de-Dôme : +2,1 %, France hors Mayotte : +2,11 %).
| 1793 | 1800 | 1806 | 1821 | 1831 | 1836 | 1841 | 1846 | 1851 |
| ---- | ---- | ---- | ---- | ---- | ---- | ---- | ---- | ---- |
| 445  | 400  | 441  | 502  | 619  | 607  | 613  | 630  | 608  |

| 1856 | 1861 | 1866 | 1872 | 1876 | 1881 | 1886 | 1891 | 1896 |
| ---- | ---- | ---- | ---- | ---- | ---- | ---- | ---- | ---- |
| 630  | 610  | 634  | 606  | 571  | 595  | 596  | 568  | 578  |

| 1901 | 1906 | 1911 | 1921 | 1926 | 1931 | 1936 | 1946 | 1954 |
| ---- | ---- | ---- | ---- | ---- | ---- | ---- | ---- | ---- |
| 570  | 550  | 541  | 474  | 467  | 475  | 473  | 503  | 505  |

| 1962 | 1968 | 1975 | 1982 | 1990  | 1999  | 2006  | 2007  | 2012  |
| ---- | ---- | ---- | ---- | ----- | ----- | ----- | ----- | ----- |
| 506  | 550  | 678  | 924  | 1 759 | 1 696 | 1 581 | 1 564 | 1 632 |

| 2017  | 2022  | - | - | - | - | - | - | - |
| ----- | ----- | - | - | - | - | - | - | - |
| 1 635 | 1 641 | - | - | - | - | - | - | - |

Au début du XXe siècle, la population augmente peu, à raison de 2,5 habitants par an environ. Elle augmente surtout dans les années 1960 et 1980 ; cette hausse étant due notamment « au « réveil » de l'agglomération riomoise à la fin des années 1960 et à la mise en place de la zone industrielle de Ladoux ». Le solde migratoire est par conséquent élevé entre 1982 et 1990 (7,3 %) ; le solde naturel, toujours positif depuis 1968-1975, « participe au renouvellement de la population ».

#### Pyramide des âges
En 2018, le taux de personnes d'un âge inférieur à 30 ans s'élève à 30,3 %, soit en dessous de la moyenne départementale (34,2 %). À l'inverse, le taux de personnes d'âge supérieur à 60 ans est de 29,9 % la même année, alors qu'il est de 27,9 % au niveau départemental.
En 2018, la commune comptait 811 hommes pour 820 femmes, soit un taux de 50,28 % de femmes, légèrement inférieur au taux départemental (51,59 %).
Les pyramides des âges de la commune et du département s'établissent comme suit.
| Hommes | Classe d’âge | Femmes |
| ------ | ------------ | ------ |
| 0,1    | 90 ou +      | 0,6    |
| 5,7    | 75-89 ans    | 6,9    |
| 22,4   | 60-74 ans    | 24,1   |
| 21,7   | 45-59 ans    | 23,1   |
| 17,7   | 30-44 ans    | 17,0   |
| 15,3   | 15-29 ans    | 13,8   |
| 17,1   | 0-14 ans     | 14,4   |

| Hommes | Classe d’âge | Femmes |
| ------ | ------------ | ------ |
| 0,7    | 90 ou +      | 2,1    |
| 7,4    | 75-89 ans    | 10,2   |
| 17,7   | 60-74 ans    | 18,6   |
| 20,2   | 45-59 ans    | 19,2   |
| 18,4   | 30-44 ans    | 17,4   |
| 18,6   | 15-29 ans    | 17,2   |
| 17     | 0-14 ans     | 15,3   |

### Manifestations culturelles et festivités
Le salon du livre fantastique et de science-fiction Les Aventuriales se déroule annuellement à Ménétrol.

### Sports

#### US Ménétrol

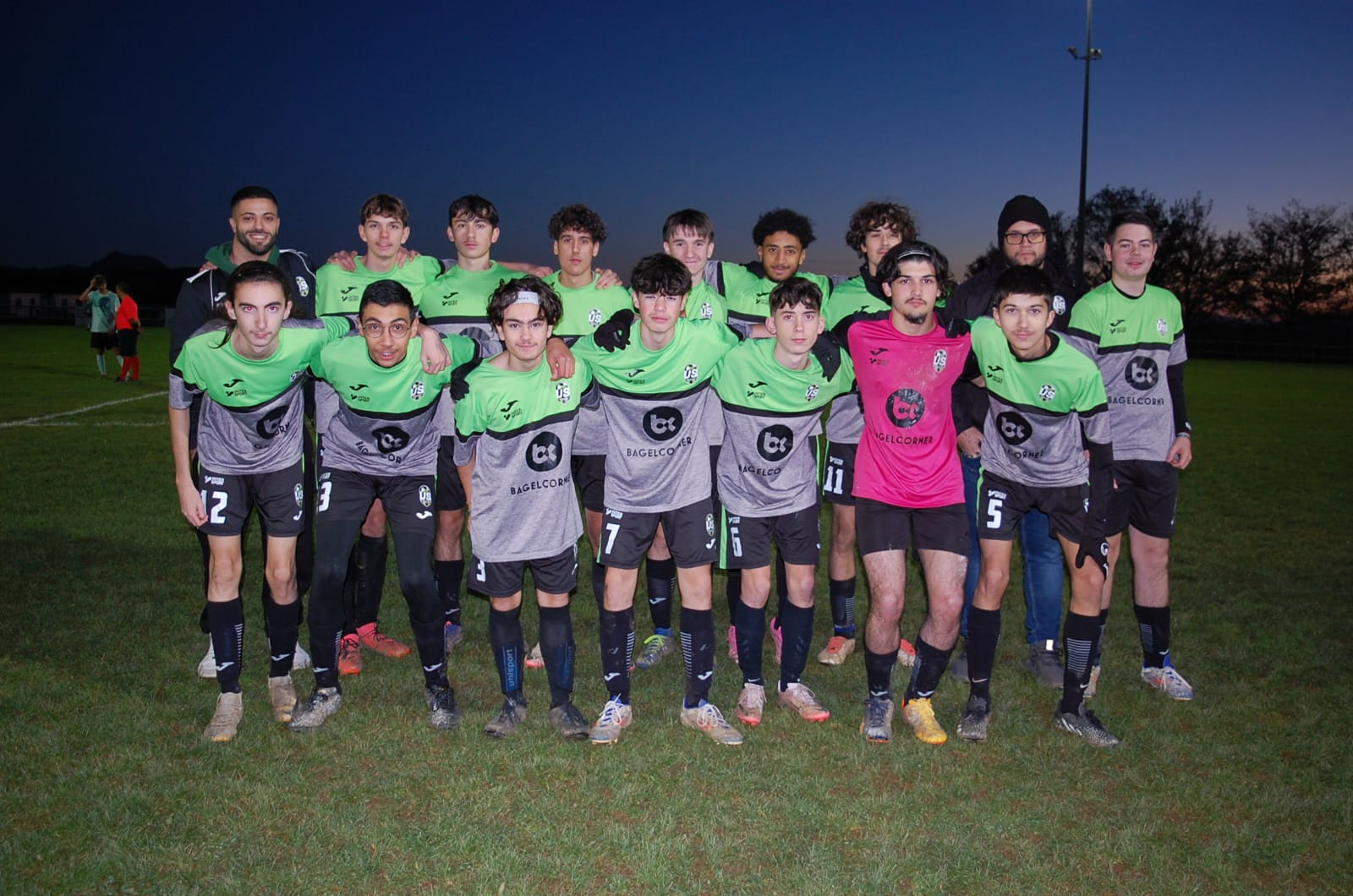
Équipe U18 de l'US Ménétrol.

L'US Ménétrol est le club de football de la commune. Le club compte trois équipes évoluant en district départemental D2, D4 et D5 et dispose aussi d'une école de foot, d'une équipe féminine et d'une équipe vétérans. L'école de foot dispose d'équipes U6-U7, U8-U9, U10-U11, U12-U13, U15 et U18 évoluant au niveau district. Les sections U15 et U18 ont été ouvertes lors de la saison 2024-2025.

#### Espaces sportifs
Ménétrol compte une salle spécialisée couverte et éclairée, un terrain de grands jeux avec deux terrains où sont pratiqués les sports collectifs, une salle non spécialisée avec deux équipements où s'exerce au moins une activité physique ou sportive, d'après la base permanente des équipements de 2014.
Il existe également un boulodrome ; le club de pétanque compte 90 adhérents dont 65 licenciés.

### Médias
Les foyers de la commune peuvent recevoir, en plus des chaînes de la TNT, les décrochages régionaux de France 3 Auvergne.
Les radios nationales ainsi que la radio locale publique Ici Pays d'Auvergne sont captées dans la commune.
Enfin, le quotidien régional La Montagne couvre l'actualité de la commune.

## Économie
La commune de Ménétrol possède deux zones d'activités artisanales, Ménétrol II et Ménétrol III, ainsi qu'une troisième en projet. Une zone d'aménagement différé, dite de Corchevache, est actuellement occupée par les gens du voyage.

### Revenus de la population et fiscalité
En 2011, le revenu fiscal médian par ménage s'élevait à 35 697 €, ce qui plaçait Ménétrol au 6 910e rang des communes de plus de quarante-neuf ménages en métropole.

### Emploi
En 2013, la population âgée de quinze à soixante-quatre ans s'élevait à 1 144 personnes, parmi lesquelles on comptait 73 % d'actifs dont 65,9 % ayant un emploi et 7,1 % de chômeurs.
On comptait 509 emplois dans la zone d'emploi. Le nombre d'actifs ayant un emploi résidant dans la zone étant de 756, l'indicateur de concentration d'emploi est de 67,4 %, ce qui signifie que la commune offre moins d'un emploi par habitant actif.
663 des 756 personnes âgées de quinze ans ou plus (soit 87,7 %) sont des salariés. 14 % des actifs travaillent dans la commune de résidence.
Le secteur du commerce prédomine dans la commune.

### Entreprises
Au 1er janvier 2015, Ménétrol comptait 105 entreprises : 8 dans l'industrie, 14 dans la construction, 45 dans le commerce, le transport, l'hébergement et la restauration, 19 dans les services aux entreprises et 19 dans les services aux particuliers.
En outre, elle comptait 134 établissements.
Au 31 décembre 2013, elle comptait 169 établissements actifs (726 postes salariés), dont la répartition est la suivante :
| Échelle               | Agriculture | Industrie | Construction | Commerce, transports, services divers | Administration publique, enseignement, santé, action sociale |
| --------------------- | ----------- | --------- | ------------ | ------------------------------------- | ------------------------------------------------------------ |
| Établissements actifs | 6,5 %       | 4,1 %     | 10,1 %       | 71,0 %                                | 8,3 %                                                        |
| Postes salariés       | 0,1 %       | 1,2 %     | 8,4 %        | 84,3 %                                | 5,9 %                                                        |

Une entreprise du secteur du commerce, des transports ou des services divers compte plus de cent salariés.

### Agriculture
Au recensement agricole de 2010, la commune comptait neuf exploitations agricoles. Ce nombre est en nette diminution par rapport à 2000 (13) et à 1988 (13). La commune était orientée dans les cultures générales.
La superficie agricole utilisée sur ces exploitations était de 595 hectares en 2010, dont 528 ha sont allouées aux terres labourables.
La partie orientale du territoire est caractérisée par « la présence de terres agronomiquement très fertiles », consacrées à la culture intensive.
La polyculture reste pratiquée sur les pentes du château de Bourrassol. Les terres labourables augmentent en superficie à chaque recensement : 541 hectares en 1979, 563 en 1988 et 709 en 2000, avant de baisser à 528 en 2010. Elles sont surtout utilisées pour la culture du blé ou du maïs (grain ou semence).
La commune compte deux viticulteurs ; il ne subsiste que quelques parcelles. Une partie du vignoble de l'appellation Côtes-d'auvergne est classée VDQS depuis 1972.

### Industrie et artisanat
Entre le milieu du XIXe siècle et 1951, une usine fabriquait du gaz à partir de la distillation de la houille. Ces installations ont été en grande partie détruites en 1954. Ce terrain est actuellement occupé par EDF-GDF.
Une ancienne décharge communale a fonctionné de 1950 à 1976 près du coteau de Bourrassol.
La zone d'aménagement concerté des Charmes, au nord-est de la commue, abrite depuis 2000 une dizaine d'entreprises, « où dominent les activités artisanales et de sous-traitance industrielle ».

### Commerce et services
Ménétrol abrite le centre commercial Riom Sud, composé de plus d'une cinquantaine de boutiques et d'un hypermarché à enseigne Carrefour.
Une boulangerie est implantée dans le centre du bourg.
La base permanente des équipements de 2015 recensait 37 commerces : un hypermarché, un supermarché, trois boulangeries, deux librairies-papeteries ou vendeurs de journaux, quinze magasins de vêtements, deux magasins d'équipements du foyer, un magasin de chaussures, trois magasins d'articles de sports et de loisirs, deux parfumeries, une horlogerie-bijouterie, deux fleuristes, trois magasins d'optique et une station-service.

### Tourisme
Au 1er janvier 2016, la commune ne comptait aucun hôtel, camping ou autre hébergement collectif.

## Culture locale et patrimoine

### Lieux et monuments

#### Château de Bourassol
Le château de Bourassol (ou de Bourrassol), du XIIIe siècle, a été construit « sur une butte le long de la route royale Riom-Clermont ». À la fin du Moyen Âge, il est « détruit par la volonté des habitants de Riom qui ne supportent plus les exactions et les soldats des seigneurs de Bourrassol ».
À l'époque moderne, un nouveau château, de style Louis XIII, est construit « en contrebas de la butte à l'emplacement des anciennes dépendances ».

#### Église Saint-Martin
L'église paroissiale Saint-Martin fut une ancienne dépendance de l'abbaye de Mozac. La partie la plus ancienne date du XIIe siècle et a été remaniée aux XVe, XVIIIe (agrandissement) et au XIXe siècle, avec l'apparition d'un clocher à lanternon en 1823.
La place de l'église est « à l'emplacement d'un ancien cimetière ». Le jardin, autour du chœur, servait de cimetière jusqu'à l'implantation du cimetière actuel.
L'église comprend plusieurs objets classés aux monuments historiques au titre objet :
- une cloche en bronze, de 1518, classée le 30 octobre 1914[53] ;
- un bénitier en pierre, du XVe siècle, classé le 5 décembre 1908[54] ;
- un calice, patène, de la 2e moitié du XVIIIe siècle, œuvre de Louis Phélut, maître-orfèvre à Riom[55], ainsi qu'un autre de 1677, œuvre de Charles Vassadel, maître-orfèvre à Clermont-Ferrand[56] ; ces objets sont classés le 22 février 2010.

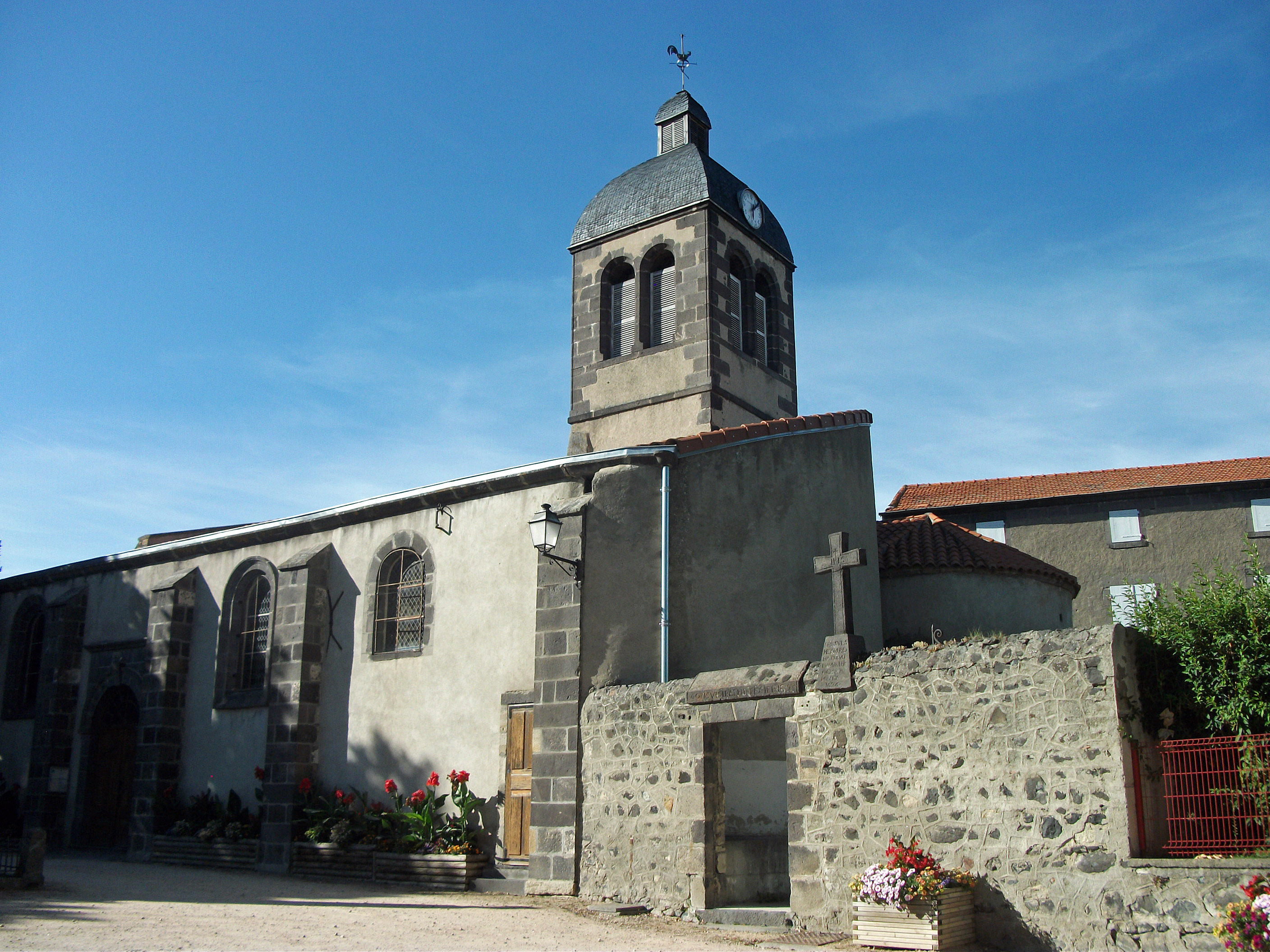
L'église Saint-Martin.
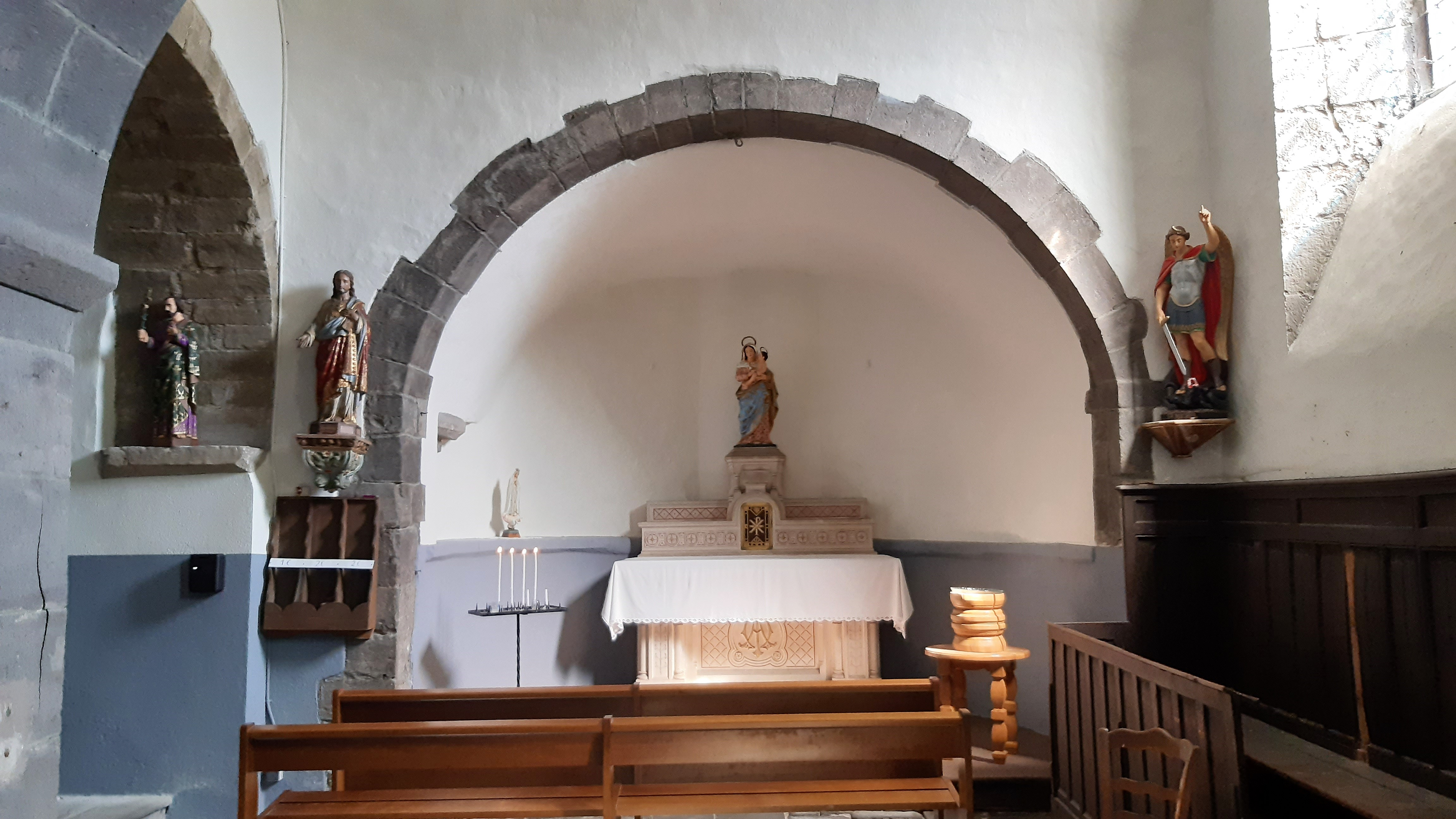
Intérieur de l'église.
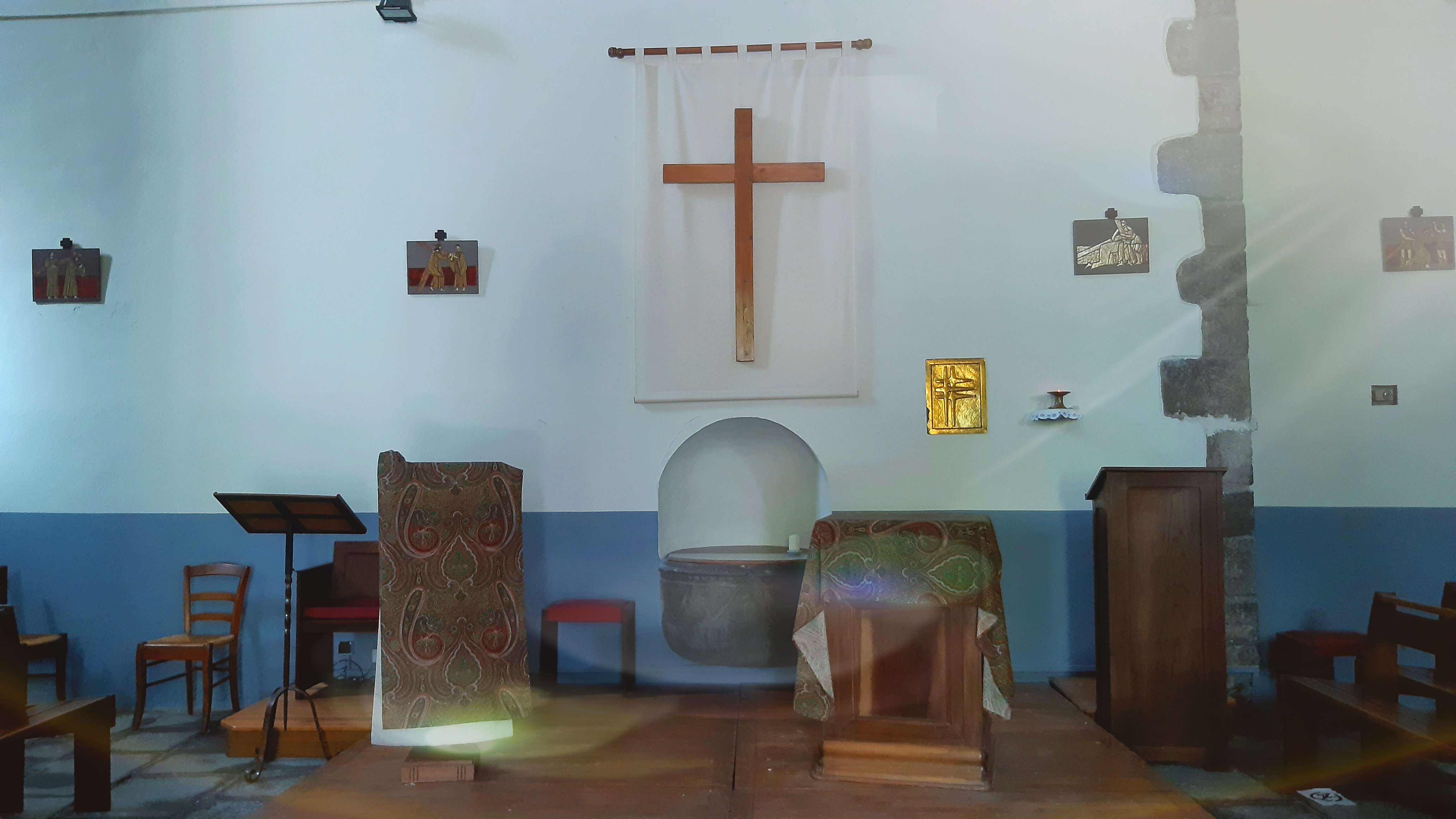
Intérieur de l'église.
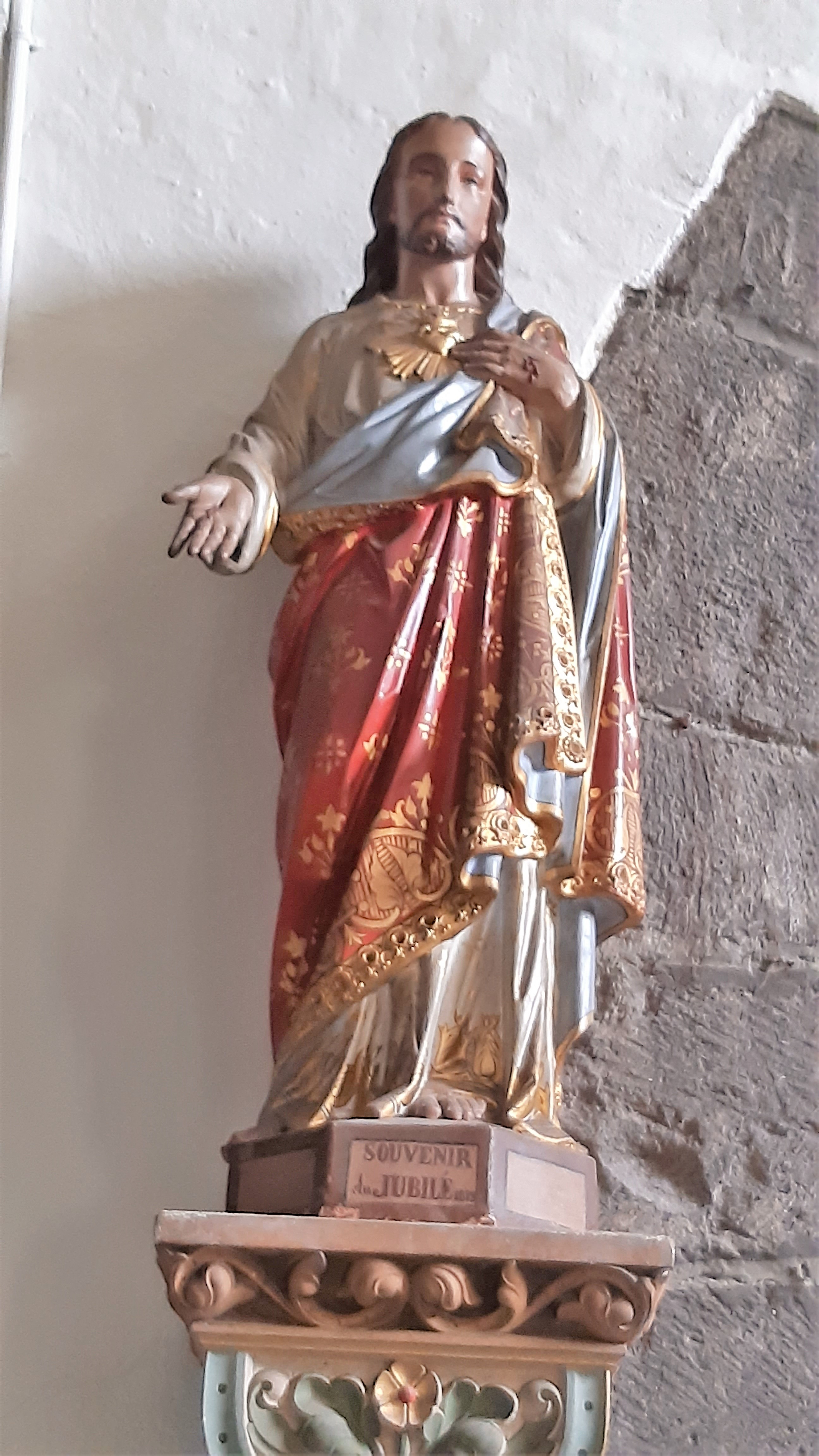
Christ.
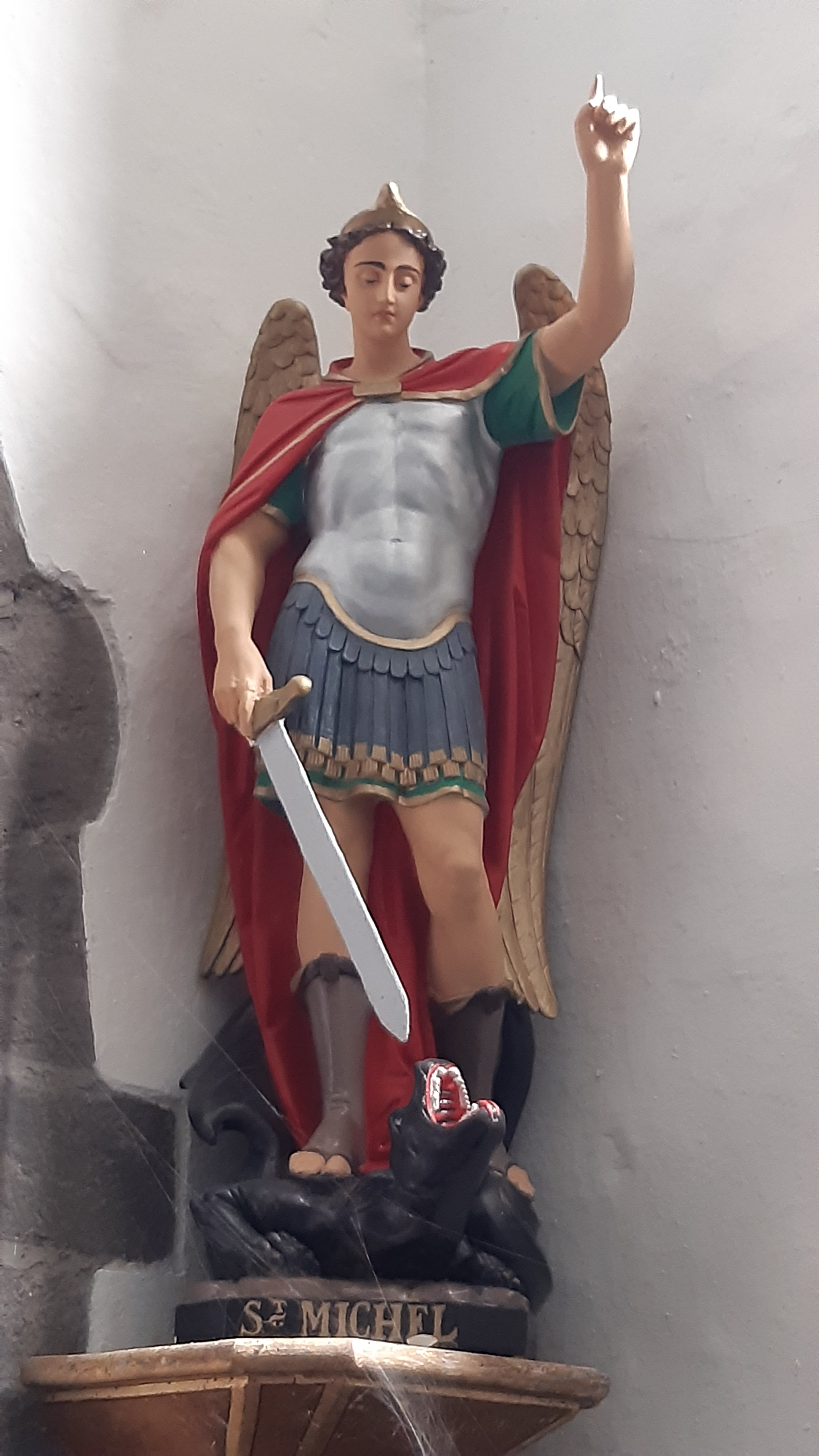
Archange Michel terrassant le démon.
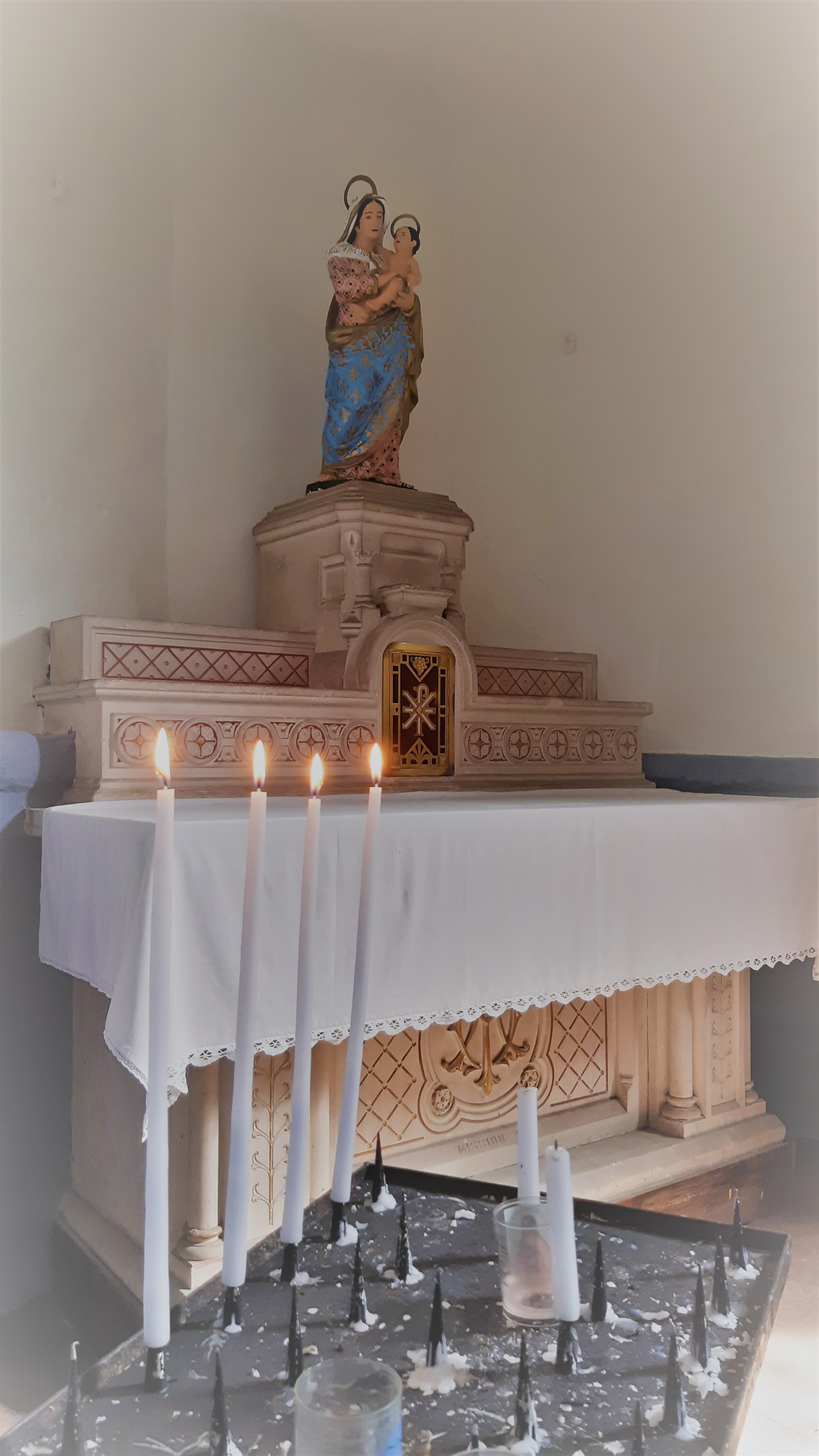
Vierge Marie.

#### Autres édifices
Le jardin d'agrément et le jardin botanique de la maison de retraite, au Clos-Jonville, du 3e quart du XXe siècle, ont fait l'objet d'un pré-inventaire en 1991.

### Personnalités liées à la commune
- Claude Duprat : abbé commendataire.

### Héraldique
| Blason de Ménétrol | Blason  | Parti, au premier de gueules à la clef contournée d'or, au second d'azur à la fleur de lys d'argent.                                           |
| Blason de Ménétrol | Détails | Ses meubles s'inspirent de ceux du blason historique de l'abbaye de Mozac dont le prieuré de Ménétrol dépendait avant la Révolution française. |